# Kogali, Hagaribommanahalli
Kogali là một làng thuộc tehsil Hagaribommanahalli, huyện Bellary, bang Karnataka, Ấn Độ.